# Стукальский, Алексей Витальевич
Алексе́й Вита́льевич Стука́льский (8 июля 1988, Зеленоград, Москва) — российский кёрлингист, вице-скип и четвёртый в команде России на Олимпийских играх 2014 года.

## Биография
Окончил Российский государственный социальный университет.
Мастер спорта международного класса (2017, кёрлинг). До того, как пришёл в кёрлинг, занимался плаванием и современным пятиборьем.

## Достижения
- Зимние Универсиады: серебро (2015).
- Чемпионат России по кёрлингу среди мужчин: золото (2012, 2015, 2016, 2018, 2019), серебро (2010), бронза (2021).[1]
- Кубок России по кёрлингу среди мужчин: золото (2008, 2010), серебро (2017), бронза (2009, 2016, 2018).
- Чемпионат России по кёрлингу среди смешанных команд: золото (2019), серебро (2008, 2018, 2023), бронза (2009, 2021).
- Кубок России по кёрлингу среди смешанных команд: золото (2017), серебро (2018).
- Кубок России по кёрлингу среди смешанных пар: золото (2021).
- Первенство Европы по кёрлингу среди юниоров: серебро (2006, 2009), бронза (2008).